# Овчара (Чепин)
Овчара је бивше насељено место у саставу општине Чепин, Осјечко-барањска жупанија, Република Хрватска.

## Историја
До нове територијалне организације Овчара се налазила у саставу старе општине Осијек. Просторним планом општине 2005. године, насеље је укинуто и припојено насељу Чепин.

## Становништво
На попису становништва 1991. године, насељено место Овчара је имало 1.146 становника, следећег националног састава:
| Попис 1991.‍   | Попис 1991.‍  | Попис 1991.‍ | Попис 1991.‍ | Попис 1991.‍ |
| ------------- | ------------ | ----------- | ----------- | ----------- |
|               |              |             |             |             |
| Хрвати        | Хрвати       |             | 1.007       | 87,87%      |
| Срби          | Срби         |             | 74          | 6,45%       |
| Југословени   | Југословени  |             | 24          | 2,09%       |
| Мађари        | Мађари       |             | 11          | 0,95%       |
| Муслимани     | Муслимани    |             | 3           | 0,26%       |
| Немци         | Немци        |             | 2           | 0,17%       |
| Словаци       | Словаци      |             | 2           | 0,17%       |
| Словенци      | Словенци     |             | 1           | 0,08%       |
| Црногорци     | Црногорци    |             | 1           | 0,08%       |
| неопредељени  | неопредељени |             | 15          | 1,30%       |
| регион. опр.  | регион. опр. |             | 2           | 0,17%       |
| непознато     | непознато    |             | 4           | 0,34%       |
| укупно: 1.146 |              |             |             |             |